# 오늘의 기후
오늘의 기후는 OBS 라디오에서 평일 저녁 6시에 방송중인 프로그램이다.

## 역사
2023년 3월 31일 OBS 라디오 개국과 함께 《기후만민공동회 오늘의 기후》라는 제목으로 첫방송을 시작했으며, 원래는 오전 시간대에 방송됐으나, 2024년 2월 19일부터 "오늘의 기후"로 제목을 변경함과 동시에 오후 5시로 시간대를 이동했다. 2025년 4월 21일 부터 OBS 라디오 봄 개편 맞아서 오후 5시로 아니 따라서 저녁 6시~8시 으로 이동했다.

## DJ
- 김희숙 (기후환경디제이 오디션 우승자)

## 역대 방송시간
| 방송 채널  | 방송 기간                         | 방송 시간 |
| ---------- | --------------------------------- | --- |
| OBS 라디오 | 2023년 3월 31일 ~ 2023년 8월 11일 | 평일 오전 11:00 ~ 낮 12:00 (생방송), 평일 밤 11:00 ~ 밤 12:00 (재방송), 주말 오전 11:00 ~ 낮 12:00 (스페셜)  |
| OBS 라디오 | 2023년 8월 14일 ~ 2024년 2월 18일 | 평일 오전 10:00 ~ 낮 12:00 (생방송), 평일 밤 11:00 ~ 새벽 1:00 (재방송), 주말 오전 10:00 ~ 낮 12:00 (스페셜) |
| OBS 라디오 | 2024년 2월 19일 ~ 2025년 4월 20일 | 평일 오후 5:00 ~ 저녁 7:30 (생방송), 평일 밤 10:30 ~ 새벽 1:00 (재방송), 주말 오후 5:00 ~ 저녁 7:30 (스페셜) |
| OBS 라디오 | 2025년 4월 21일 ~ 현재            | 평일 저녁 6:00 ~ 8:00 (생방송) 평일 새벽 1:00 ~ 3:00 (재방송) 주말 저녁 6:00 ~ 7:30 (스페셜)                 |